# Larisa Peleshenko
Larisa Peleshenko, née Agapova le 29 février 1964 à Slantsy, est une ancienne athlète russe, lanceuse de poids, qui a gagné l'argent aux Jeux olympiques de Sydney.
Elle avait aussi remporté le titre de championne d'Europe en salle en 1995, mais ce titre lui fut retiré à la suite d'un contrôle antidopage peu après ces championnats. 
En 2001, elle devint championne du monde en salle et termina quatrième en plein air la même année. Elle se retira de la compétition à la fin de cette saison.

## Palmarès

### Jeux olympiques
- Jeux olympiques d'été de 2000 à Sydney ( Australie)
  -  Médaille d'argent au lancer du poids

### Championnats du monde d'athlétisme
- Championnats du monde d'athlétisme de 1993 à Stuttgart ( Allemagne)
  - 9e au lancer du poids
- Championnats du monde d'athlétisme de 2001 à Edmonton ( Canada)
  - 4e au lancer du poids

### Championnats du monde d'athlétisme en salle
- Championnats du monde d'athlétisme en salle de 1995 à Barcelone ( Espagne)
  - disqualifiée au lancer du poids
- Championnats du monde d'athlétisme en salle de 2001 à Lisbonne ( Portugal)
  -  Médaille d'or au lancer du poids

### Championnats d'Europe d'athlétisme
- Championnats d'Europe d'athlétisme de 1994 à Helsinki ( Finlande)
  - 5e au lancer du poids

### Championnats d'Europe d'athlétisme en salle
- Championnats d'Europe d'athlétisme en salle de 1988 à Budapest ( Hongrie)
  -  Médaille d'argent au lancer du poids
- Championnats d'Europe d'athlétisme en salle de 1994 à Paris ( France)
  -  Médaille d'argent au lancer du poids
- Championnats d'Europe d'athlétisme en salle de 2000 à Gand ( Belgique)
  -  Médaille d'or au lancer du poids